# Laura Cantillo
Laura Marcela Cantillo Torres (Cartagena de Indias, Bolívar, 6 de septiembre de 1991) es una presentadora de TV, modelo y actriz colombiana. Segunda Princesa del Concurso Nacional de Belleza en 2011.

## Biografía
Hija de Carlos Cantillo Silva y Elzie Torres Anaya, tiene un hermano y es graduada de Ingeniería Industrial en la Universidad Tecnológica de Bolívar de Cartagena, y Magíster en Marketing Management. Domina el inglés y tiene conocimientos de italiano y alemán. Sus medidas corporales son 87-62-92 y mide 1.80 m de estatura. Tiene ojos café oscuro, cabello castaño y piel trigueña.
El 7 de octubre de 2013, Laura ingresó al programa de competencias ecuatoriano llamado Calle 7 Ecuador donde fue la 10° eliminada.

## Señorita Colombia 2011
En Cartagena y en condición de anfitriona compitió con 25 candidatas de varios departamentos de Colombia, alzándose con el título de Miss Fotogénica gracias al aval de los periodistas y camarografos asistentes al certamen.
En la noche del 14 de noviembre de 2011 la candidata obtuvo un puntaje de 8.90 en traje de gala pasando así a la segunda ronda del evento, quedando en el cuadro finalista como segunda princesa y representante de Colombia en Miss América Latina 2013.

## CN Models International Search, Miss América Latina 2013
Después de haber ganado el título de Segunda Princesa de Colombia, representó a su país en CN Models International Search donde resultó como ganadora y ganó las actividades de Mejor Sonrisa y Mejor Cuerpo. Luego de haber ganado el CN Models Internacional Seacrh, Laura compite en Miss América Latina 2013 donde resulta como Virreina, ganando el Título de Miss Sudamérica.
| Predecesor: Eyra Baquero                   | Miss Colombia América Latina 2011/2012                       | Sucesor: Doraine Acevedo               |
| Predecesor: Tatiana Nájera Cardona         | Segunda Princesa Nacional de la Belleza Colombiana 2011/2012 | Sucesor: Laura Trujillo Montoya        |
| Predecesor: Karen Margarita Visbal Barrios | Señorita Cartagena 2011                                      | Sucesor: Elida Patricia Castro Herrera |